# Háromujjú jakamár
A háromujjú jakamár (Jacamaralcyon tridactyla) a madarak (Aves) osztályának harkályalakúak (Piciformes) rendjébe, ezen belül a jakamárfélék (Galbulidae) családjába tartozó faj.

## Rendszertani besorolása és neve
Nemének az egyetlen faja. Egyike a 18 jakamárfélének; nincsen alfaja. Ezt a madarat, először 1807-ben, François Levaillant francia természettudós írta le. Levaillant a „jacamaralcion” nevet adta a madárnak; ez a név a jacamar = „jakamár” és alcyon = „jégmadár” szavak összevonásából jött létre. 1817-ben, Louis Pierre Vieillot szintén francia ornitológus, áthelyezte a madarat, a Galbula nembe, Galbula tridactyla néven. 1830-ban, René Primevère Lesson egy harmadik francia ornitológus megalkotta ennek a fajnak a saját, monotipikus nemét, a Jacamaralcyon-t, Levaillant korábbi megnevezését használva. A fajneve, a tridactyla a görög tri = „három” és dactulos = „lábujjak” szavak összevonásából született.

## Előfordulása
A háromujjú jakamár Brazília endemikus madara. Az előfordulási területe Brazília délkeleti részén van, az úgynevezett Atlanti-parti esőerdők környékén. Nem vándormadár, azonban a felnőttek meg-megtesznek rövidebb távokat, és a frissen kirepült fiókák is más területekre repülnek el.
A trópusok szárazabb erdeiben és az alföldi esőerdőkben található meg. Az ültetvényeken is megél. Az élőhelyeinek elvesztése veszélyezteti. A Természetvédelmi Világszövetség (IUCN) adatai szerint, már csak 350-1500 példánya létezik.

## Megjelenése
A külön nembe való besorolását és a nevét, annak a tulajdonságának köszönheti, melyben a lábfejei nem négy ujjban – mint ahogy az más harkályalakúnál van –, hanem csak háromban végződnek. A lábai és szárnyai rövidek. Az ágakon pihenéskor, felegyenesedett a testtartása; hosszú csőre felfelé mutat, míg hosszú farktollai lelógnak. Közepes méretű madár, körülbelül 18 centiméteres hosszal és 17,4–19,3 grammos testtömeggel. A tojók átlagosan nehezebbek a hímeknél. A két nem tollazata hasonló; felül szürkésfekete bronzos-zöld árnyalattal, míg alul világosabb. a has és a begy közepe fehérek. A felnőttnél fejtető barnásszürke és a torok fekete, a pofán és a fejoldalakon rozsdás sávozással. A csőre fekete és a lábai szürkések.

## Életmódja
Mint minden jakamár, ez is rovarevő; gyakran más madarakkal társulva keresi táplálékát. Főleg lepkékkel és molyokkal, de hártyásszárnyúakkal is táplálkozik; étlapját kétszárnyúakkal, szitakötőkkel, bogarakkal, félfedelesszárnyúakkal és termeszekkel egészíti ki. Az erdők alsóbb szintjeinél és az erdőszéleken vadászik. Általában röptében kapja el a zsákmányát. Miután elkapta a rovart, egy ághoz dörzsöli, hogy leverje a tüskéjét és szárnyait.

## Jegyzetek

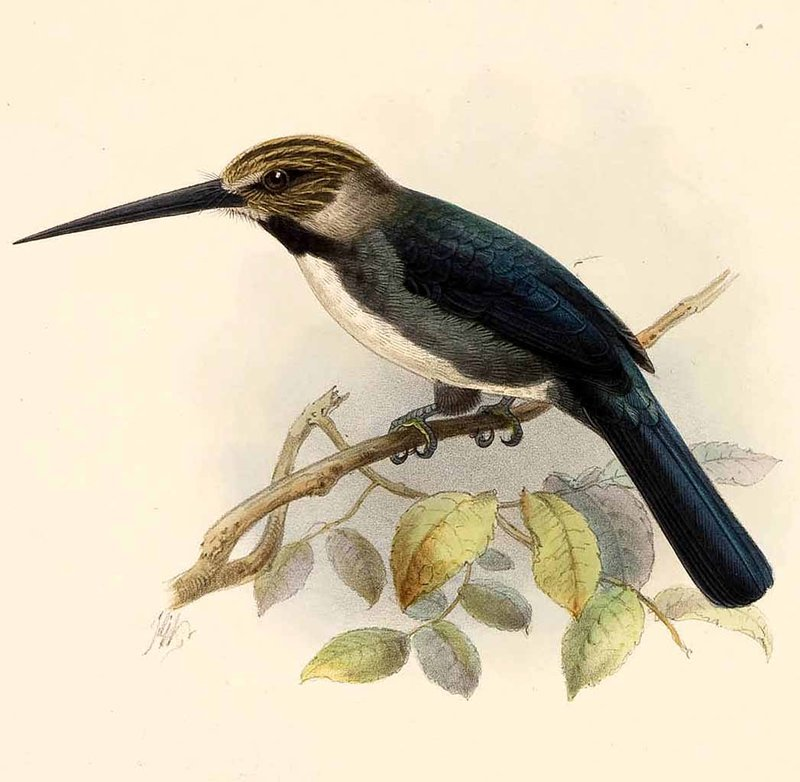
Régi rajz a madárról

## Szaporodása
A költési időszaka az esős évszakban van, vagyis azon a helyen szeptember és február között. Udvarláskor 2-6 hím énekel egy helyen. Éneklés közben szárnyaikat és farktollaikat mozgassák. A fészket üregekbe készítik. A múzeumokban levő, törött csőrű tojó példányok arra hagynak következtetni, hogy az üreg vájást főleg a tojók végzik. Az üreg általában 6 centiméter széles, 6-9 centiméter magas és 72 centiméter mély. A fészekalj, körülbelül 2-4 tojásból áll. Kolóniákban költ, a folyópartok meredek falában.

### Fordítás
- Ez a szócikk részben vagy egészben  a   Three-toed jacamar című angol Wikipédia-szócikk ezen változatának fordításán alapul.  Az eredeti cikk szerkesztőit annak laptörténete sorolja fel. Ez a jelzés csupán a megfogalmazás eredetét és a szerzői jogokat jelzi, nem szolgál a cikkben szereplő információk forrásmegjelöléseként.